# ЈЖ серија 01
ЈДЖ/ЈЖ серија 01 је парна локомотива са прeгрејаном паром за вучу брзих и путничких возова. Налазила се у експлоатацији у српским и југословенским железницама од 1912. до 1985. године, а произвођена је у немачким фабрикама „Шварцкопф” Берлин и „Машинефабрик” Карлсруе, од 1912. до 1923. године. Ове локомотиве су имале популаран назив Хиљадарка.

## Порекло и развој
Стручњаци са Машинског одељења Дирекције Српских државних железница приступили су пројектовању прве оригиналне брзовозне локомотиве за пруге нормалног колосека 1908. године. Услов је био да локомотива може вући воз масе 250 тона на Раљском успону (13 промила) на прузи Београд—Ниш брзином од 55  (на осталим мањим успонима 70 ), а да јој максимална брзина буде 90 . Инжењери из СДЖ који су одредили главне карактеристике, конструисање ове локомотиве поверили су берлинском „Шварцкопфу”. У то време се у свету већ експериментисало са локомотивама на прегрејану пару, са доста различитим искуствима у односу на до тада доминантну засићену пару. У жељи да и сами стекну искуство на том плану, инжењери СДЖ су приступили набавци локомотива.

## Радни век
Српске државне железнице су 1910. године од берлинске фабрике „Шварцкопф” наручиле 14 локомотива типа Прери, распореда осовина 1–C–1. Те локомотиве су стигле у Србију 1912. године, и то 8 локомотива са засићеном паром (касније ЈДЖ 04) и 6 локомотива са прeгрејаном паром, обележених СДЖ са 121 до 126, које су 1933. године пренумерисане у ЈДЖ 01-121 до 01-126. Искуства на домаћим пругама показала су да су локомотиве на прегрејану пару много боље у експлоатацији, након чега је одлучено да се набави 120 локомотива овог типа. Немачке фабрике „Шварцкопф” Берлин и „Машиненфабрик” Карлсруе испоручиле су 1922. и 1923. године на име репарације железницама СХС 120 локомотива серије СХС 1001 до 1120. Ова локомотива, популарна Хиљадарка, пренумерисана је такође 1933. године у ЈДЖ 01-001 до 120. Испоруке 120 локомотива СХС од 1001 до 1120 ишле су по следећем редоследу:
   I СХС 1001 до 1081 (фабричких бројева од 7911 до 8002) испоручила је фабрика „Шварцкопф” 1922. године

  II СХС 1082 до 1100 (фабричких бројева од 2244 до 2262) испоручила је фабрика „Машинефабрик” 1922. године

 III СХС 1101 до 1120 (фабричких бројева од 8138 до 8158) испоручила је фабрика „Шварцкоф” 1923. године
Локомотиве су служиле за вучу међународних брзих возова (као и путничких), а након Другог светског рата и специјалних брзотеретних возова за превоз денчаних пошиљки (познати као возови Ласте). Од 1919. до 1929. године, вучу најбржих међународних возова на пруги Београд—Ниш С. О./О. С. (Симплон оријент) на линији Париз—Цариград и обратно, обављала је локомотива серије 01. Састав воза је био осам четвороосовинских кола, а маса 320 тона. Чисто време вожње ових возова у смеру ка Нишу је било 4 часа и 53 минута (у супротном смеру 4 часа и 53 минута); са бављењем у међустаницама, време путовања је трајало 5 часова и 12 минута у смеру ка Нишу (5 часова и 15 минута у супротном смеру). Техничка брзина воза у смеру ка Нишу је била 49,97  (у супротном смеру 50,31 ), а комерцијална брзина према Нишу 46,92  (46,62  у супротном смеру). Највећи брзински рекорд на овим просторима, чија су обарања у то доба била веома популарна широм света, поставила је локомотива 01 на релацији Београд—Загреб. Идеја о суперекспресној парној локомотиви зачета је на Машинском одељењу Генералне дирекције ЈДЖ, након чега је у београдској ложионици локомотива ЈДЖ серије 01-101 прерађена (облагањем лимова са посебним аеродинамичним обликом, по узору на друге брзовозне локомотиве). На пробној вожњи 1937. године, аеродинамична локомотива — популарног назива Летећи Београђанин — вукла је воз од 5 кола, масе 158 тона и брзином од 122 , при чему је локомотива имала миран ход. Ова суперекспресна локомотива је на једној деоници постигла за то време невероватну брзину од 146 . Почeтком шездесетих година 20. века, ЖТП „Београд” је у свом инветарском парку имао 56 локомотива серије 01, тада водеће локомотиве у путничком саобраћају. Локомотиве су биле лоциране у ложионицама Београд, Ниш, Краљево, Зајечар, Суботица и Косово Поље. Модернизацијом железнице, прво је почело повлачење ових локомотива с магистралних пруга. Локомотиве овеју серија су се 1970-их још задржале у ложионицама Зајечар, Ниш, Краљево и Лапово. Последњих 5 локомотива „угашено” је 1985. године у ложионици Зајечар, чиме је престала њихова употреба у јавном саобраћају.
Као музејски експонати, сачуване су следеће локомотиве:
- 01-019 — Лапово (фотографија: „ЈЖ 01-019 у веома лошем стању (2010)”)
- 01-035 — Ниш (фотографија: „ЈЖ 01-035 у веома лошем стању (2006)”)
- 01-043 — Косово Поље
- 01-070 — Суботица (фотографија: „ЈЖ 01-070 у лошем стању (2006)”)
- 01-085 — Београд
- 01-121 — Ниш ложионица Црвени Крст, прва локомотива нулте серије из 1912. (фото-галерија: „ЈЖ 01-121 у осредњем стању (2010)”)

Ове локомотиве као културна добра од огромног технолошког значаја требало би под хитно обновити и заштитити.
Средином 1970-их година основана је музејска збирка ЖГ „Љубљана”. Један од главних иницијатора овог музеја, сликар и велики љубитељ парних локомотива Стане Кумар, инсистирао је да се набави једна локомотива серије 01. Локомотива 01-074 купљена је средином ’70-их по цени старог гвожђа, у Суботици где је управо била одређена за касацију. Ова локомотива је данас у веома добром стању и изложена је као музејски експонат у љубљанском насељу Мосте. (фото-галерија: „Слике за ЈЖ 01-074” Архивирано на веб-сајту  (10. новембар 2014))
За музејски воз Романтика, 1996. године обновљена је локомотива 01-088, у фабрици „Шинвоз” у Зрењанину. (фото-графија: „ЈЖ 01-088 у станици Београд (2005)”)
Воз Романтика ЈЖ 01-088 данас уз парне локомотиве серија 51, 33 и 62 чини вучни парк музејског воза. (фото-галерија: „ЈЖ 01-088 у осредњем стању (2005)”)

## Техничке карактеристике
Парна локомотива ЈЖ серије 01 у пракси је била одлична и спада међу најуспешније типове локомотива. Међу машиновођама, ова локомотива била је од најомиљенијих и једна од најпоузданијих локомотива на пругама Југословенске железнице у 20. веку. Са прегрејаном паром има четвороцилиндарску парну машину, ваздушну кочницу „Кнор”, „Шмитов” прегрејач и „Хојзингерово” кормило. Локомотиве су имале уграђење брзиномере марке „Деута Берлин”. У почетку, локомотиве су имале плинско осветљење; касније је оно замењено електричним. Друге карактеристике ове локомотиве укључују округле пароразводнике, шиљаста врата димне коморе и четвороосовински тендер. Локомотиве с бројем од 100 имале су и водочистаче. Ове локомотиве су реконструкцијом добиле нове пароразводнике „Николај”, који су служили као двоструке ваздушне пумпе и као изједначивачи притиска у цилиндрима када се локомотива кретала са затвореним регулатором (када је цилиндар био без паре).